# Клобуцький повіт
Клобуцький повіт (пол. powiat kłobucki) — один з 17 земських повітів Сілезького воєводства Польщі.
Утворений 1 січня 1999 року в результаті адміністративної реформи.

## Загальні дані
Повіт знаходиться у північній частині воєводства.
Адміністративний центр — місто Клобуцьк.
Станом на 1.01.2008 населення становить 84 789 осіб, площа 888,65 км².

## Демографія
Демографічні дані повіту станом на 30.06.2005:
|       | Всього | Всього | Жінки  | Жінки | Чоловіки | Чоловіки |
| ----- | ------ | ------ | ------ | ----- | -------- | -------- |
|       | осіб   | %      | осіб   | %     | осіб     | %        |
| Повіт | 84 854 | 100    | 43 026 | 50,7  | 41 828   | 49,3     |
| Міста | 17 767 | 100    | 9235   | 52    | 8532     | 48       |
| Села  | 67 087 | 100    | 33 791 | 50,4  | 33 296   | 49,6     |